# عزوبة

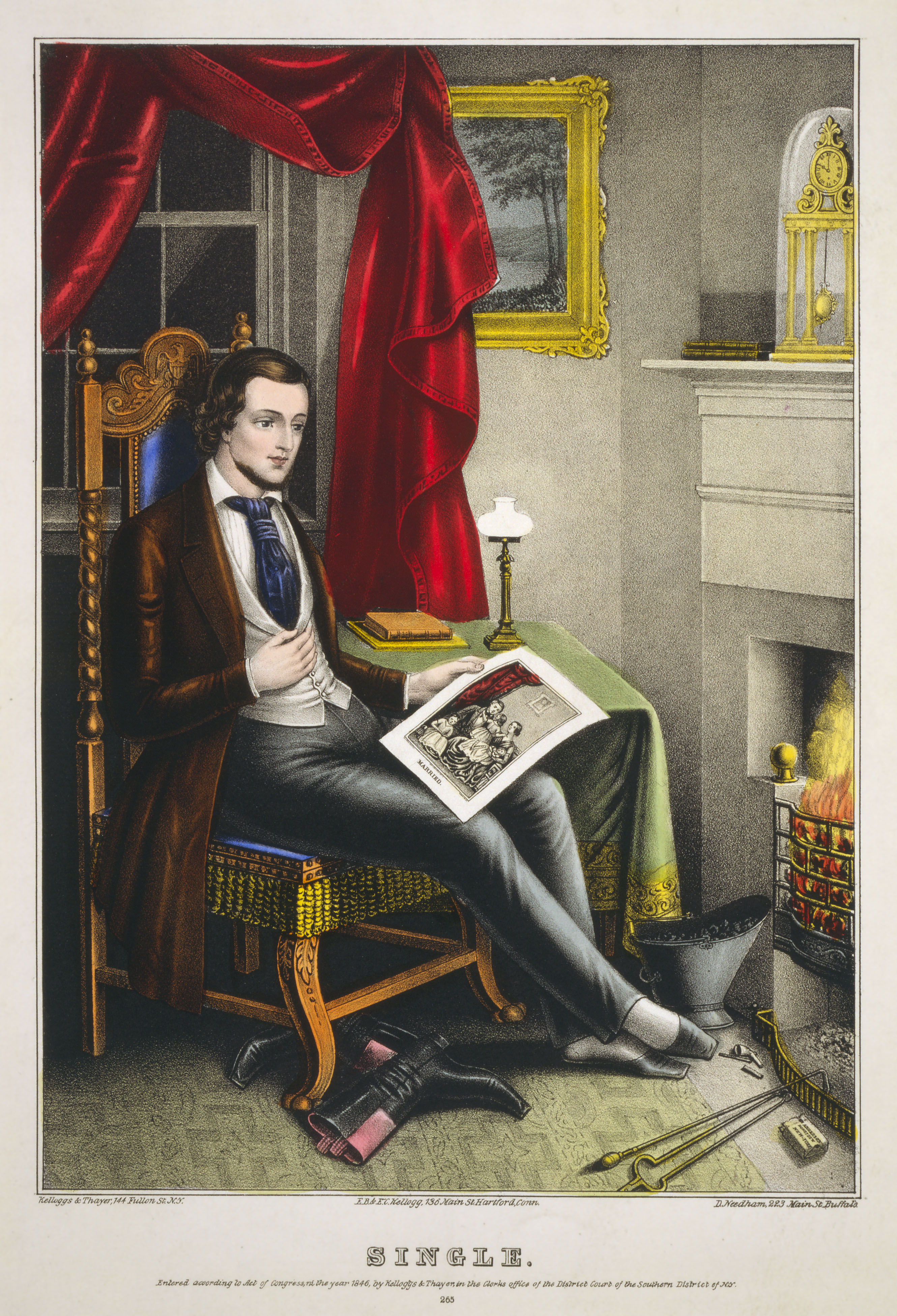
صورة توضّح شخصًا أعزب يشتاق للزواج.

في التعريفات القانونية للعلاقات الشخصية، الشخص الأعزب هو الشخص الذي لم يسبق له الزواج من قبل.

## الحالة الاجتماعية والصحة
وفقا لباحثين في جامعة كاليفورنيا، لوس انجليس، «العزوبة ليست جيدة لصحتك وعمرك». فالعزوبة تجعل من السهل على الناس أن تفقد الاتصال بالآخرين. وعدم وجود علاقات اجتماعية قد يجعل الناس يفقدون تدريجيا الهوية الذاتية والدعم  وفقا لأستاذ علم النفس بيجي ايه في دراسة حديثة «معدلات الوفيات المبكرة أعلي 32 في المئة في الرجال العزاب مقارنة مع الرجال المتزوجين. في حين أن النساء العازبات لديهن أعلى معدلات الوفاة بنسبة 23٪ مقارنة بالنساء المتزوجات» 